# 波利娜·费朗-普雷沃
波利娜·費朗-普雷沃（法語：Pauline Ferrand-Prévot；1992年2月10日—），法國女子多領域自行车运动員，曾贏得五次山地越野賽世界冠軍、山地越野賽奧運冠軍、公路越野赛世界冠軍、公路礫石賽世界冠軍、公路自行車世界冠軍、女子環法自由車賽冠軍，被廣泛視為歷史最佳女子自行車運動員之一。
2025年8月3日，費朗-普雷沃奪得女子環法單車賽總冠軍，並以3分42秒的巨大優勢，領先2023年冠軍、來自荷蘭的黛米-沃勒林 (Demi Vollering) 奪冠。而2024年環法冠軍、波蘭選手卡莎・涅維亞多馬 (Kasia Niewiadoma) 則以4分9秒之差、位居第三。